# 심호택 (1862년)
심호택(沈琥澤, 1862년 ~ 1930년 6월 3일)은 조선 고종 ~ 일제강점기 때 만석의 부를 누린 만석꾼(재벌)으로 송소고택(松韶古宅)의 제1대 장주이다. 호는 송소(松韶)이다.

## 가계
조선 영조 때 만석의 부를 누린 심처대(沈處大)의 7대손으로 그의 아들 대까지 9대에 걸쳐 무려 250여년간 만석의 부를 누렸다.
- 18대조 : 심원부(沈元符) - 고려 전리판서, 고려 5은(高麗五隱), 두문동 72현, 고려 충신
- 17대조 : 심천윤(沈天潤) - 심원부의 장남, 고려조 영동정(令同正), 소류 심성지(小流 沈誠之, 조선 고종 때의 돈녕부 도정 · 1896년 을미의병 청송의병대장)의 14대조
  -     -       -         - 7대조 : 심처대(沈處大, 1685년 ~ 1757년) - 조선 영조 때 만석꾼
        - 6대조 : 심화(沈和, 1717년 ~ 1770년) - 조선 영조 때 만석꾼
        - 5대조 : 심윤희(沈允熙, 1740년 ~ 1775년) - 조선 영조 때 만석꾼
        - 고조부 : 심성문(沈星文, 1774년 ~ 1834년) - 조선 순조 때 만석꾼
        - 증조부 : 심범주(沈範周, 1795년 ~ 1854년) - 조선 순조 ~ 조선 헌종 때 만석꾼
        - 조부 : 심석일(沈錫一, 1814년 ~ 1856년) - 조선 헌종 ~ 조선 철종 때 만석꾼
        - 아버지 : 심의인(沈宜仁, 1835년 ~ 1914년) - 조선 철종 ~ 조선 고종 때 만석꾼
          - 본인 : 심호택(沈琥澤, 1862년 ~ 1930년) - 조선 고종 ~ 일제강점기 때 만석꾼, 송소고택(松韶古宅) 제1대 장주, 대한제국 내부주사(內部主事)
            - 장남 : 심상원(沈相元, 1882년 ~ 1968년) - 대한제국 ~ 대한민국 1968년까지의 만석꾼, 대한제국 내부주사(內部主事) · 산릉감조관(山陵監造官), 송소고택(松韶古宅) 제2대 장주
              - 장손 : 심운섭(沈雲燮, 1895년 ~ 1972년) - 송소고택(松韶古宅) 제3대 장주
                - 증손자 : 심재오(沈載五, 1955년 ~ ) - 송소고택(松韶古宅) 제4대 장주, 송소고택(松韶古宅) 관리자
                  - 고손자 : 심민보(沈珉輔, 1985년 ~ ) - 송소고택(松韶古宅) 제5대 장주, 송소고택(松韶古宅) 소유자[1]

## 생애
송소 심호택(松韶 沈琥澤)은 1880년 청송군 파천면 지경리(호박골)에서 조상의 본거지인 청송군 덕천리로 이거하면서 자신의 호를 딴 송소고택(松韶古宅)을 건립하고 ‘송소세장(松韶世莊)’이란 현판을 달았다.
심호택의 7대조 심처대(沈處大)부터 심호택의 장남 심상원(沈相元)까지 조선 영조 때부터 대한민국 1968년까지 9대에 걸쳐 무려 250여년간 만석의 부를 누렸다.
청송 심부자는 조선시대 12대 만석꾼인 경주 최부자와 함께 9대에 걸쳐 무려 250여년간 만석의 부를 누렸던 영남의 대부호로 전국적인 명성을 떨쳤던 대표적인 집안이다.
심호택은 대한제국 때 내부주사(內部主事)를 지냈으며 장남 심상원도 대한제국 때 내부주사(內部主事)와 산릉감조관(山陵監造官)을 지냈다.

## 같이 보기
- 심원부
- 심성지
- 송소고택

## 참조
- 《송소고택 현지 안내문》
- 《청송심씨 대동보》
- 문화재청 국가문화유산포탈 - 송소고택

1. ↑  문화재청 국가문화유산포탈 - 송소고택

| 전임 (초대) | 제1대 송소고택 장주 1880년 ~ 1930년 | 후임 심상원 |